# Fim de Semana no Paraíso Selvagem
Fim de Semana no Paraíso Selvagem é um filme de drama brasileiro de 2023 dirigido por Severino. Escrito pelo próprio diretor, Maria Cardozo, Juliana Soares, Luiz Otávio Pereira e Yuri Lins, o filme acompanha a história de Rejane (Ana Flávia Cavalcanti) de volta à sua cidade natal, Paraíso, em busca de respostas para o assassinato de seu irmão.

## Sinopse
Rejane (Ana Flávia Cavalcanti), a protagonista da história, passou parte de sua infância nesse local, mas foi obrigada a deixá-lo de maneira abrupta e violenta. Anos depois, ela retorna a Paraíso, agora transformada por um complexo industrial-portuário e pela especulação imobiliária. A motivação para o retorno de Rejane a Paraíso é o trágico fim de seu irmão, um experiente mergulhador encontrado morto no mar. Enquanto busca explicações para o ocorrido, ela se vê envolvida com figuras poderosas e perigosas que controlam a cidade.

## Elenco
- Ana Flávia Cavalcanti como Rejane[2]
- Joana Medeiros como Maristela
- Zezé Motta como Naná
- Edilson Silva como Amós
- Eron Villar como Junior
- Pedro Wagner como Rodrigo
- Mohana Uchôa como Isabela
- Luciano Pedro Jr. como Ivanzinho

- Ênio Cavalcante

## Produção

### Concepção e desenvolvimento

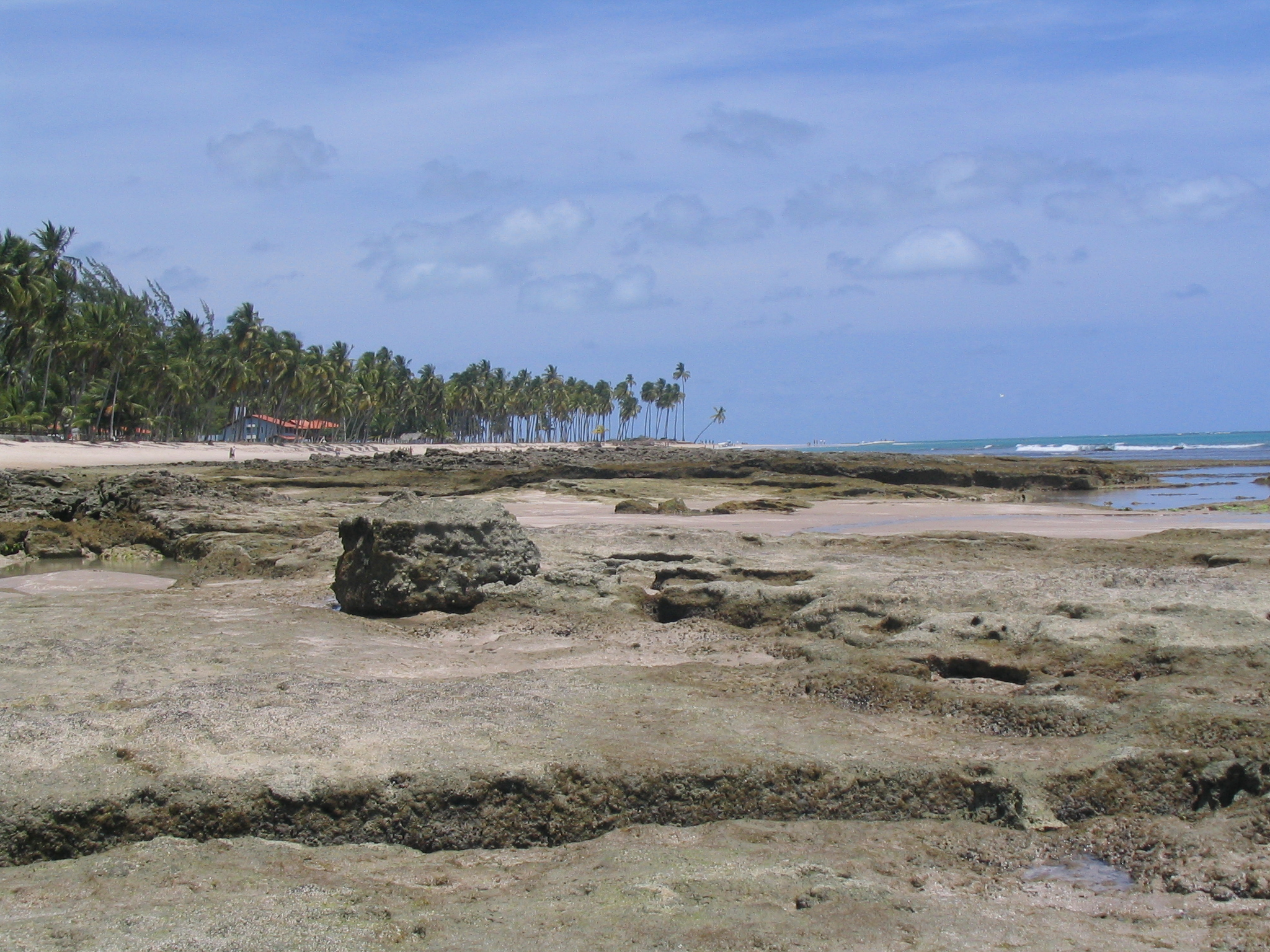
As vivências do diretor em Tamandaré foram inspirações para o filme.

O filme é o segundo longa-metragem dirigido por Severino (Pedro Severien). O filme foi inspirado na memória afetiva do diretor, baseada em suas experiências na praia de Tamandaré, e incorpora elementos da realidade social do litoral e da zona da mata sul de Pernambuco. Gravado nos municípios de Cabo de Santo Agostinho, Ipojuca, Sirinhaém e Tamandaré,Fim de Semana no Paraíso Selvagem tem como cenário a cidade fictícia de Paraíso, resultante da montagem cinematográfica dessas quatro localidades.
Sobre o filme, o cineasta Severino explica que, para retratar as forças de violência e opressão, a intenção foi incorporar uma noção de memória coletiva. A investigação conduzida por Rejane em relação à morte do irmão, Rodrigo, inicialmente parece focada em encontrar evidências dos últimos eventos de sua vida, mas gradualmente se transforma em uma busca pelos vestígios afetivos e emocionais. No desfecho, a jornada mergulha para o interior, levando Rejane a enfrentar um trauma do passado.

## Lançamento
Fim de Semana no Paraíso Selvagem teve sua pré-estreia realizada na Mostra Internacional de Cinema de São Paulo, em outubro de 2022. O filme também foi selecionado para a "Mostra Competitiva de Longas Sob o Céu Nordestino" do 18º Fest Aruanda, em João Pessoa, em 2022. No Brasil, o filme foi lançado nos cinemas a partir de 7 de dezembro de 2023 pela Inquieta Cine.